# Jakob Philipp Hackert
Jakob Philipp Hackert (Prenzlau, 15 settembre 1737 – San Pietro di Careggi, 28 aprile 1807) è stato un pittore tedesco che lavorò molto in Italia.

## Biografia
Nato in Germania (a Prenzlau, allora in Prussia) compì fin da giovanissimo numerosi viaggi nel resto d'Europa, compresa l'Italia, dove si stabilì a partire dal 1768.

Inizialmente soggiornò a Roma, guadagnandosi rapidamente una grande fama come pittore di paesaggio ed avendo tra i suoi clienti anche il Papa Pio VI e la zarina russa Caterina la Grande. Per quest'ultima dipinse un ciclo di dipinti, raffiguranti la battaglia navale di Çeşme. Nel 1779 ricevette la commessa dal principe Marcantonio IV Borghese per dipingere un ciclo di nove dipinti, per decorare il Salone del Lanfranco, nel casino nobile della Villa Borghese a Roma.
Nel 1780 realizzò il famoso ciclo di dipinti Dieci vedute della casa di campagna di Orazio.  Nel 1786 divenne pittore di corte del re Ferdinando IV di Napoli e in questa veste supervisionò il trasferimento di molte opere della collezione Farnese da Roma a Napoli. Consigliò anche di chiamare a corte, da Roma, il restauratore Federico Anders, a cui fu affidato il restauro di alcuni dei dipinti più importanti delle collezioni farnesiane. In quello stesso anno conobbe Goethe e ne divenne amico.
(Johann Wolfgang von Goethe, Viaggio in Italia. Mondadori, 2017, p.206)
Nel corso dell'incarico di pittore di corte produsse, tra l'altro, le celebri pitture ritraenti Caserta con la sua reggia, una veduta di Capri e una serie di vedute di porti del regno borbonico.
Nel 1799, a seguito della fuga del re da Napoli e dell'invasione delle truppe repubblicane francesi, Hackert abbandonò a sua volta il Regno di Napoli, per rifugiarsi in Toscana.
Nell'ultima fase della sua vita lavorò esclusivamente per committenti privati, alternando la pittura alla cura di un vasto podere che aveva acquistato. Morì nella sua casa vicino a Firenze e fu sepolto nel "giardino olandese" a Livorno. I suoi resti furono poi traslati nell'ossario dell'attuale Cimitero della Congregazione olandese alemanna, insieme a quelli del fratello Abramo, morto nel 1805.

Non si sposò e visse buona parte della sua vita insieme a qualcuno dei suoi numerosi fratelli minori. Sono note tuttavia alcune sue relazioni, anche con donne sposate.

## Opere
- Veduta del porto di Ancona con l'Arco di Traiano e la Lanterna, 1777[3];
- La veduta del Palazzo Reale di Caserta dal Convento di San Francesco, 1782, Museo Reggia di Caserta;
- Il traghetto sul Sele, 1782, Museo Reggia di Caserta;
- Castellammare di Stabia, 1782, Museo Reggia di Caserta;
- Ferdinando IV a cavallo nella Reale Tenuta di Persano (Salerno), 1782, Museo Reggia di Caserta;
- Vaccheria di San Leucio nel periodo della mietitura, 1782, Museo Reggia di Caserta;
- Il porto di Napoli da Santa Lucia con il ritorno della flotta da Algeri e Vesuvio fumante, 1784, Museo Reggia di Caserta;
- Ferdinando IV a caccia nel cratere degli Astroni con parata militare, 1786, Museo Reggia di Caserta;
- Ferdinando IV a caccia di folaghe sul lago di Fusaro, Museo nazionale di Capodimonte, Napoli;
- Ferdinando IV a caccia di cinghiali nella Real Tenuta di Torcino, 1786, Museo Reggia di Caserta;
- Il varo del vascello Partenope nel cantiere di Castellammare il 16 agosto 1786, 1787, Museo Reggia di Caserta;
- Il porto di Napoli dal ponte della Maddalena con il ritorno della squadra da Livorno il 7 settembre 1785 con Castel Sant’Elmo sullo sfondo, 1787 ca., Museo Reggia di Caserta;
- Esercitazioni militari a Montesecco presso Gaeta il 19 maggio 1787, 1788, Museo Reggia di Caserta;
- La veduta di Forio d’Ischia, 1789, Museo Reggia di Caserta;
- La veduta del porto e della fortezza di Gaeta, 1789, Museo Reggia di Caserta;
- Il porto di Castellammare di Stabia, 1789, Museo Reggia di Caserta;
- Il porto di Taranto, 1789,  Museo Reggia di Caserta;
- Il porto di Brindisi, 1789, Museo Reggia di Caserta;
- Il porto di Barletta, 1790, Museo Reggia di Caserta;
- Il porto di Bisceglie, 1790, Museo Reggia di Caserta;
- Il porto di Santo Stefano a Monopoli, 1790, Museo Reggia di Caserta;
- Il porto di Gallipoli, 1790, Museo Reggia di Caserta;
- Il porto di Manfredonia, 1790, Museo Reggia di Caserta;
- Mola di Gaeta, 1790, Museo Reggia di Caserta;
- Il porto di Trani, 1791, Museo Reggia di Caserta;
- Il Porto di Reggio Calabria o Messina che dalla parte superiore si vede il Faro poi Forte del Pizzo in Calabria, 1791, Museo Reggia di Caserta;
- Il Porto di Palermo, 1791, Museo Reggia di Caserta;
- Porto e Badia di Messina, 1791, Museo Reggia di Caserta;
- Il porto di Otranto, 1792,  Museo Reggia di Caserta;
- Il giardino inglese di Caserta con Vesuvio fumante, 1792, Museo Reggia di Caserta;
- Veduta dell’Isola di Capri con il Monte Solaro, 1792, Museo Reggia di Caserta;
- Veduta dell’Isola di Ischia, 1792,  Museo Reggia di Caserta;
- Veduta di Cava dei Tirreni (Salerno), 1792,  Museo Reggia di Caserta;
- Porto e città di Siracusa, 1792, Museo Reggia di Caserta;
- I faraglioni di Aci Trezza, 1793,  Museo Reggia di Caserta;
- Porto di Alimuri, Meta di Sorrento, 1794, Museo Reggia di Caserta;
- Esercitazioni militari nei pressi di Sessa Aurunca, 1794, Museo Reggia di Caserta;
- Mietitura a Carditello, bozzetto per l'affresco di Carditello, Museo nazionale di Capodimonte, Napoli;
- Vendemmia a Carditello, bozzetto per l'affresco di Carditello, Museo Nazionale di Capodimonte, Napoli;
- Affreschi all'interno della Reale tenuta di Carditello;
- Veduta dei Campi Flegrei presso Napoli, 1797, olio su tela, 121x170 cm, Mâcon, Museo delle Orsoline.